# Korskirken
Pour les articles homonymes, voir Église de la Croix.
Korskirken (l'église de la Croix) est une des églises de Bergen, en Norvège. 

## Historique
Elle fut construite en 1150[réf. nécessaire] et peut accueillir 600 personnes.
Elle a brûlé plusieurs fois et a été maintes fois restaurée et modifiée, ce qui explique qu'elle n'est pas construite dans un style particulier.
Elle est construite en pierre et la dernière rénovation a été faite par Schak Bull en 1896.
Il ne reste du cimetière que quelques tombes.